# Moord in een café
Moord in een café is het tweede deel van de Nederlandse detectiveserie 'Baantjer Inc.' die vanaf het begin werd verzorgd door Ed van Eeden. Appie Baantjer kwam zelf met het voorstel om de reeks te laten verschijnen onder de naam Baantjer Inc.

## Samenvatting
De twee rechercheurs van deze detectiveserie zijn:
- Oscar Graanoogst. Deze ervaren rechercheur heeft Surinaamse wortels en is getrouwd met Henny. Ze hebben twee dochters Cindy en Blossom en twee zoons Chester en Leroy. Hij werkt vanuit het politiebureau in De Pijp aan de Ferdinand Bolstraat

- Hendrick Zijlstra. Een jonge slordig geklede jonge rechercheur met een honkbalpetje. Hij woont niet meer thuis bij zijn moeder, maar is via haar, Emmy Zijlstra-de Cock, het neefje van de beroemdste Amsterdamse rechercheur Jurriaan De Cock.

## Verhaal
Ome Kees, ofwel Cornelis Johannes van den Genugten, overlijdt op 68-jarige leeftijd rond sluitingstijd in het Amsterdamse café Het Pronkjuweel. Tot verbijstering van de argeloze stamgasten heeft hij twee messteken in zijn rug op de plaats van zijn hart en zijn nieren. Oscar Graanoogst is bij de commando’s geweest en samen met lijkschouwer Bertels herkent hij de hand van een commando. Ome Kees kwam al een jaar of tien standaard in zijn stamcafé nadat zijn vrouw was overleden. In zijn woning aan de Gasthuisdwarsstraat vinden de twee rechercheurs veel oude rommel en een gigantisch flatscreen televisietoestel, dat naar later blijkt wel 10.000 euro heeft gekost. Volgens de benedenbuurvrouw kwam Gore Gerard van Avezaath elke maand de rente en aflossing incasseren. Hij wordt gelinkt aan geldschieter Ricardo Dalstra, een woekeraar die in sex en pornoartikelen handelt. Samen met zijn advocaat wordt laatstgenoemde op het bureau Raampoort verhoord. Hij geeft een hint inzake De Gouden Leeuw. Dat is een kroeg waarvan Hendrick weet dat hij door de link met kinderporno heeft moeten sluiten.
Intussen heeft wachtcommandant Leo Esterik vanaf dag 1 gepoogd het onderzoek te leiden. Hij zet 3 teams van 2 rechercheurs op de zaak, waarbij Oscar en Hendrick het voornaamste werk doen. De enige zoon van de overledene, Egbert en zijn vrouw Cecilia worden in Oldenzaal opgespoord. Ze zeggen de afgelopen 10 jaar geen contact meer met Ome Kees te hebben gehad. Maar langzaam aan brokkelt hun verdediging af en de tip inzake kinderporno blijkt raak. Zijn vader verhandelde vroeger kinderpornofoto’s van Egbert en de twee rechercheurs bespeuren nu een nieuw motief; wraak. Op de verjaardag van Hendrick zijn moeder memoreert oom Jurriaan het belang van familie. Als een van de stamgasten, Boonstra, melding maakt van een onbekende vrouw in het café op de avond van de moord draaien de hersenen van Hendrick overuren. Hij doet recherchewerk in zijn Facebook. Hij licht daar het doopceel van Cecilia. De schoondochter had lang rood haar tijdens haar diensttijd in Irak in 1991. Tijdens een derde verhoor van Egbert en Cecilia knoopt Hendrick met succes de losse eindjes aan elkaar. Getuige Boonstra sprak van een vrouw met rood haar met een tatoeage op haar borst. Hendrick meent zoiets op facebook gezien te hebben bij Cecilia en stelt botweg dat ze inmiddels door twee stamgasten herkend is. Terwijl Egbert wel een alibi heeft, heeft Cecilia zulks niet. Als trotse commando bekent ze uiteindelijk de steekpartij. Ze was die bewuste avond komen praten met haar schoonvader. Die wilde 10.000 euro hebben voor een oude kinderpornofoto van Egbert. Maar toen hij zijn onbekende schoondochter zag, wilde hij seks met haar als compensatie. Haar stiletto werkte net als het mes in haar commandotijd, geruisloos en efficiënt.
Deze ene keer is Hendrick de held van bureau Raampoort.